# 지역 강국
지역강국(地域强國, 영어: Regional power)라는 단어는 학문적인 단어는 아니며 어느 국가들이 지역강국인지는 정해져 있지 않다. 하지만 언론이나 책 등에서 사용되며 특정 지역에서 정치, 군사, 경제에서 큰 영향력을 가진 나라를 말한다. 미국 등 초강대국과 중국, 프랑스, 영국 등 강대국도 지역강국 범주에 포함된다. 강대국으로 간주되지 않으면서 지역강국으로 간주되는 나라로는 이탈리아, 대한민국, 브라질 등이 있다.
지역 강국의 주변국은 지역 강국의 정치적 영향을 받을 가능성이 있으나 종속되지는 않으며, 지역 강국의 동향은 주변국으로서는 주시해야 할 중요한 문제이다. 하지만 정확히 지역강국이 정해져 있는 것은 아니며 많은 사람들의 동의를 얻은 표현 또한 아니다.

## 현 국제사회에서 인정하는 지역 강국

### 아시아

#### 동아시아
- 대한민국[1][2][3][4][5][6]
- 일본[1][7][8]
- 중국[1][9][10][11][12][13]

#### 동남아시아
- 인도네시아[14][15]

#### 남아시아
- 인도[16][17][18][19][20]
- 파키스탄[21]

#### 서아시아
- 사우디아라비아[16][17][22][23]
- 이란[16][17][24][25][26]
- 이스라엘[16][24][27][28]

### 유럽

#### 서유럽
- 독일[8][14][29]
- 영국[8][30][31]
- 이탈리아[32][33][34][35][36]
- 프랑스[8][37][14]
- 튀르키예[21][38][39][40][41][42]

#### 동유럽
- 러시아[1][8][43]

### 아메리카

#### 앵글로 아메리카
- 미국[44][45]

#### 라틴 아메리카
- 멕시코[46][47]
- 브라질[48][49][50][51]
- 아르헨티나[G20][52][53][54][55][56][57][58]

### 아프리카
- 나이지리아[59]
- 남아프리카 공화국[16][14][60]
- 이집트[16][61][62]

### 오세아니아
- 오스트레일리아[63][64]

## 같이 보기
- G20
- 강대국
- 초강대국